# آلفاتاوری
آلفاتوری (انگلیسی: AlphaTauri) شرکت پوشاک اتریشی است، که در سال ۲۰۱۶ تأسیس شد.